# Opizzo II d'Este
Obizzo II d'Este (vers 1247- 13 de febrer de 1293) va ser senyor de Ferrara i Marquès d'Ancona.
Fou un fill natural fruit d'una relació extramatrimonial del seu pare, Rinaldo I d'Este, un fill del margrave Azzo VII d'Este. Va ser legitimitzat durant els seus primers anys de vida, ja que Rinaldo necessitava un hereu per continuar la nissaga.
El 1264 va ser proclamat senyor vitalici de Ferrara, el 1288 senyor de Mòdena, i el 1289 de Reggio. El seu govern va marcar la fi del període comunal a Ferrara i l'inici de la senyoria, que perdurà fins al segle xvii. La seva filla Beatriu d'Este es casà, successivament, amb Huguet Visconti de Gallura i Galeàs I Visconti.
Obizzo II d'Este apareix a l'Inferno de Dant, on se suggereix que va ser assassinat pel seu fill Azzo VIII d'Este.

## Matrimonis i descendència
Obizzo II es casà primer amb Jacoba Fieschi, germana del Papa Adrià V, també conegut com a Ottodono Fieschi; més andavant es tornaria a casar amb Constança o Constanza della Scala.
Obizzo tingué vuit fills. Del primer matrimoni nasqueren:
- Aldobrandino II d'Este (morí en 1326) Senyor de Ferrara i es casà amb Alda Rangoni i Lupi de Soragna (morta en 1325)

- Beatriu d'Este (1268-1334) que es casà amb Galeazzo I Visconti (1277-1328) senyor de Milà.
- Azzo VIII d'Este (morí en 1308)

Del segon matrimoni nasqueren:
- Francesco d'Este, marqués d'Este (morí en 1312)

- Magdalena d'Este

Fills naturals:
- Francesc
- Rinaldo
- Mateo